# SpongeBob: La vendetta robotica di Plankton
SpongeBob: La vendetta robotica di Plankton (SpongeBob SquarePants: Plankton's Robotic Revenge) è un videogioco a piattaforme del 2013 basato sulla serie animata di Nickelodeon SpongeBob. Sviluppato da Behaviour Interactive e pubblicato da Activision, che rilevò la licenza dal precedente detentore THQ, fu il primo videogioco di SpongeBob ad essere classificato E10+ (ovvero riservato a ragazzi sopra i 10 anni di età), eccetto per la versione per Nintendo DS.

## Trama
Una nave da carico fa cadere accidentalmente delle batterie nell'oceano. Plankton le trova e le usa per alimentare il suo esercito di robot, grazie al quale ruba la cassaforte di Mr. Krab, al cui interno si trova la bottiglia con la ricetta segreta del Krabby Patty, e la mappa delle chiavi della cassaforte. SpongeBob e i suoi amici devono fermarlo, sconfiggere i suoi servi robot e i membri della famiglia, recuperare le batterie e trovare le tre chiavi prima di lui per riavere la ricetta. Dopo aver sconfitto Plankton e ottenuto le prime due chiavi e le batterie, tornano al Krusty Krab e combattono ancora contro Plankton, sconfiggendolo di nuovo e recuperando l'ultima batteria. Trovata l'ultima chiave sotto lo zerbino, la usano per aprire la cassaforte, ma nella bottiglia c'è solo un biglietto che dice che la ricetta segreta si è sempre trovata nella tasca del signor Krabs per tutto il tempo. Squiddi esprime il suo shock per il fatto che hanno passato tutte queste peripezie per niente. Quella notte, quando SpongeBob e Patrick stanno guardando la TV a casa di Patrick, SpongeBob si chiede dove siano finite le batterie ed è stupito che la TV di Patrick funzioni così bene. Viene quindi rivelato che le batterie stavano alimentando la TV dall'esterno.

## Modalità di gioco
I giocatori possono acquistare e aggiornare le loro armi preferite. Le versioni per PlayStation 3, Xbox 360 e Wii del gioco prevedono la modalità cooperativa per quattro giocatori, mentre la versione Wii U consente un quinto giocatore aggiuntivo quando si utilizza un GamePad con altri quattro controller. Le versioni portatili sono esclusivamente giochi per giocatore singolo. I personaggi giocabili includono SpongeBob, Patrick, Squiddi, Sandy e Mr. Krab.

## Doppiaggio
Di seguito sono riportati i doppiatori che hanno prestato la voce ai principali personaggi del videogioco:
| Personaggio           | Doppiatore originale | Doppiatore italiano |
| --------------------- | -------------------- | ------------------- |
| SpongeBob SquarePants | Tom Kenny            | Claudio Moneta      |
| Patrick Stella        | Bill Fagerbakke      | Pietro Ubaldi       |
| Sheldon Plankton      | Mr. Lawrence         | Riccardo Rovatti    |
| Mr. Krabs             | Clancy Brown         | Mario Zucca         |
| Squiddi Tentacolo     | Rodger Bumpass       | Mario Scarabelli    |
| Sandy Cheeks          | Carolyn Lawrence     | Laura Brambilla     |
| Karen e Rainchild     | Jill Talley          | Simona Biasetti     |

La localizzazione in lingua italiana è stata eseguita dalla Jinglebell Communication di Milano.